# Maria Biolik
Maria Biolik (ur. 14 września 1951 w Andrzejkach) – polska językoznawczyni, dr hab., profesor zwyczajny Instytutu Polonistyki i Logopedii Wydziału Humanistycznego Uniwersytetu Warmińsko-Mazurskiego w Olsztynie.

## Życiorys
Obroniła pracę doktorską, następnie uzyskała stopień doktora habilitowanego. 22 grudnia 1994 nadano jej tytuł profesora w zakresie nauk humanistycznych. Objęła funkcję profesora zwyczajnego w Instytucie Polonistyki i Logopedii na Wydziale Humanistycznym Uniwersytetu Warmińsko-Mazurskiego w Olsztynie oraz specjalisty Komitetu Językoznawstwa na I Wydziale Nauk Humanistycznych i Społecznych Polskiej Akademii Nauk.
Była dyrektorem w Instytucie Filologii Polskiej na Wydziale Humanistycznym Uniwersytetu Warmińsko-Mazurskiego w Olsztynie.